# Keep On Singing
«Keep On Singing» es una canción escrita por Danny Janssen y Bobby Hart, e interpretada por el cantante estadounidense Austin Roberts. Fue publicada en enero de 1973 como el segundo sencillo de su primer álbum de estudio, Austin Roberts (1972).

## Recepción de la crítica
Un escritor no especificado de Record World le otorgó el certificado de “Hit of the Week”, y comparó la melodía de canción con «Rock and Roll Lullaby» de B. J. Thomas. Un escritor no especificado de Cash Box señaló que «Keep Ok Signing», “bien podría ser otro top 10 para Austin”.

## Lista de canciones
Todas las canciones escritas y compuestas por Danny Janssen y Bobby Hart.
1. «Keep On Singing» – 3:40
2. «Take Away the Sunshine» – 2:56

## Posicionamiento
| Gráfica (1973)                              | Pico de posición |
| ------------------------------------------- | ---------------- |
| Estados Unidos (Billboard Hot 100)          | 50               |
| Estados Unidos (Cash Box Top 100 Singles)   | 39               |
| Estados Unidos (Record World Singles Chart) | 35               |

## Versión de Helen Reddy
La cantante australiana Helen Reddy grabó la canción para su quinto álbum de estudio Love Song for Jeffrey. Fue publicada en febrero de 1974 como el sencillo principal del álbum y se convirtió en un éxito comercial, alcanzando el puesto número 15 en el Billboard Hot 100 y el número 1 en la lista Easy Listening.

### Recepción de la crítica
Un escritor no especificado de Record World le otorgó el certificado de “Hit of the Week”, y la describió como “una joya lírica, arreglada de manera auspiciosa y rematada por una ajustada producción de Tom Catalano y su fuerte voz”. Un escritor no especificado de la revista Cash Box escribió: “la forma en que convierte una historia potencialmente triste en un mensaje optimista”. Un escritor no especificado de la revista Billboard escribió: “La sencillez de las letras se compensa con un agradable y amplio sonido orquestal”.

### Posicionamiento

#### Gráfica semanal
| Gráfica (1974)                              | Pico de posición |
| ------------------------------------------- | ---------------- |
| Australia (Go-Set)                          | 25               |
| Canadá (RPM Top Singles)                    | 10               |
| Canadá (RPM Pop Music Playlist)             | 1                |
| Estados Unidos (Billboard Hot 100)          | 15               |
| Estados Unidos (Billboard Easy Listening)   | 1                |
| Estados Unidos (Cash Box Top 100 Singles)   | 10               |
| Estados Unidos (Record World Singles Chart) | 9                |

#### Gráfica de fin de año
| Gráfica (1974)                            | Pico de posición |
| ----------------------------------------- | ---------------- |
| Australia (Kent Music Report)             | 154              |
| Canadá (RPM Top Singles)                  | 118              |
| Estados Unidos (Billboard Easy Listening) | 23               |